# Tuttul
Tuttul (Arabisch: Tall Bi'a)  is een archeologische vindplaats in Syrië.
De bloeitijd van een destijds belangrijke stad duurde van de tweede helft van het 3e millennium v.Chr. tot aan de 17e eeuw v.Chr. Aan het einde van die periode was de stad onderdeel van het rijk van Mari en werd uiteindelijk door de laatste koning van dat rijk Zimri-Lim vernietigd.

## Ligging
De tell (ruïneheuvel) ligt twee kilometer ten oosten van de oude stad van ar-Raqqa, zelf door de Abassieden gesticht, niet ver van waar de rivier de Balikh in de Eufraat uitmondt. De stad is op een terras van de rivier gelegen die vandaag 3 km van de Eufraat en 2,5 km van de Balich afligt. Het dal van de Eufraat is hier 5 km breed en de nederzetting ligt op 240 tot 242 meter  hoogte. Van de Balich is Tuttul gescheiden door een slenk die een paar meter dieper ligt (de slenk van Mišlab), en die na de winterregens vaak met water gevuld is. Aan de voet van de tell wordt 246 meter hoogte gemeten, het hoogste punt is 266 meter.
De nederzettingen van de oudheid rond het huidige Tell Bi'a bevonden zich op 15 m hoge terrassen om ze voor overstroming te beschermen. De akkers werden voornamelijk uit de Balich bevloeid, omdat de Eufraat aan de andere kant van de slenk ligt. Dit wordt ook bevestigd in de spijkerschriftvondsten. Zo beklaagden de burgers van de stad zich aan het begin het 2e millennium v.Chr. bij Shamshi-adad I erover dat de bewoners van Zalpah dat verder stroomopwaarts aan de Balikh lag (waarschijnlijk waar nu Tell Hammam at-Turkman ligt) te veel water uit de Balich ontnamen voor hun bevloeiing.. De omgeving was geschikt voor de aanbouw van gerst, tarwe en sesamzaad. Uit de teksten van Mari blijkt dat er ook veeteelt was en bosbouw, met houtproductie die vooral in de scheepsbouw gebruikt werd.
Hoewel Tuttul niet echt aan de Balich lag, was er waarschijnlijk wel een verbinding met de rivier met een haven. Er is aan de noordkant van de heuvel een steile rand van 35 tot 40 meter aan de voet waarvan een kunstmatige geul gegraven was, maar de functie is niet helemaal zeker.
De stad was van strategisch belang en lag aan de kruising van twee verkeerswegen. De ene voerde van Mari in het zuidoosten via Tuttul stroomopwaarts langs de Eufraat naar Emar en uiteindelijk naar Aleppo en Carchemish. Naar het zuidwesten liep een weg naar Qatna. In het verlengde daarvan naar het noorden voerde een weg langs de Balich naar Tell es-Seman en dan over Subat-Samas naar de bovenloop van de Khabur.

## De godheid Dagan
Tuttul is in de Oud-Babylonische/Assyrische tijd, de eerste helft van het 2e millennium, vooral bekend als de plaats waar de Oud-Syrische weergod Dagan vereerd werd. Evenals in Terqa (Tell Ashara aan de Eufraat, 80 kilometer westelijk van de grens met Irak) werd in Tuttul Dagan als de „Vader der Goden“ van het pantheon van Noord-Mesopotamië c.q. Syrië vereerd. Dezelfde titel werd in het zuiden aan de godheid Enlil gegeven. Koningen van stadstaten wijd en zijd kwamen naar Tuttul om aan de rituelen deel te nemen. Een processietocht met het godenbeeld zoals die ook gepraktiseerd werd in Babylon kwam hier ook voor.  Het beeld van de  „Dagan van Tuttul“  reisde stroomopwaarts de Eufraat op naar Emar en naar enige andere oorden. Waarschijnlijk werd er geen tocht stroomafwaarts naar Mari gemaakt.. In twee spijkerschriftteksten uit Ugarit wordt de daar aan de Middellandse Zee vereerde Dagan met die van Tuttul in een adem genoemd.
In archieven gevonden in het "Paleis G" in Ebla dat door Naram-Sin verwoest werd, wordt Tuttul meer dan honderd keer genoemd, vaak in samenhang met Dagan, de "Heer van Tuttul", die ook in Ebla vereerd werd. Wereldlijke heersers van Tuttul worden echter niet genoemd, mogelijk omdat indertijd de stad onder bestuur van Mari stond. De ligging van Tuttul is uit twee Oud-Babylonische reisverslagen en een lexicale tekst vrij redelijk bekend. Volgens brieven uit Mari moet de stad zowel aan de Eufraat als aan de Balich gelegen hebben. De ligging wordt verder duidelijk uit de teksten van Ebla en in mythologische vertellingen uit de Hettitische hoofdstad Hattuša, waar Dagan gelijkgesteld wordt met de Hurritische godheid Kumarbi.

## Opgravingen
Eva Strommenger leidde opgravingen in Tall Bi'a en vond een paleis dat behoorde aan Shamshi-adad I en zijn zoon Yasmah-Adad, waar zij beurtelings regeerden. Tuttul was het westelijkste punt van het rijk van en de grens met het koninkrijk Yamhad. Zimri-Lim verwoestte het paleis als onderdeel van zijn herovering van de Midden-Eufraat.
Er zijn zo'n 200 kleitabletten met spijkerschrift uit deze tijd gevonden, samen met een rijkdom aan zegelafdrukken van allerlei aard. Beide stammen uit een vrij korte periode, namelijk de laatste 15 jaar van Šamši-Adads regering (1790-1776 v.Chr.).
Er zijn drie soorten zegels:
1. Lokale eenvoudige zegels van paleisbeambten. Sommige daarvan zijn stokfiguurtjes.
2. Persoonlijke zegels van Šamš-Adads hogere ambtenaren. Zij hebben vaak hetzelfde motief, maar de stijl verschilt afhankelijk van de plaats in het rijk waar de ambtenaar vandaan kwam.
3. Ingevoerde zegels die meekwamen met de handelsgoederen. Deze stammen van een wijd handelsnetwerk.

## Geschiedenis

### Vijf stichtingen
De geschiedenis van de nederzettingen in het driehoekige mondingsgebied tussen de beide rivieren verliep in vijf stadia, waarin telkens op een wat andere plek een nederzetting gebouwd werd en dan weer verlaten.
1. Tell Zaidan
Het oudste dorp was  Tell Zaidan, een van in totaal 14 nederzettingen in het dal van de Berich die een oppervlak van niet veel groter dan 1 tot 4 ha besloegen.[9] Tell Zaidan ligt zo'n vijf km te oosten van Tuttul en was al tijdens de halafperiode (rond 6000-5300 v.Chr.) en in de obeidtijd (5900-4300 v.Chr.) bewoond.
2. Tuttul zelf
De oudste sporen van bewoning in Tell Bi'a stammen van wat later, namelijk het midden van het 4 millennium v.Chr., de uruktijd.
3. Nikephorion, Kallinikos
De volgende nederzetting is van veel later, rond 300 v.Chr., de Seleuciden-tijd. Zij heette Nikephorion en lag twee kilometer naar het zuiden aan wat destijds de oever van de Eufraat was. In de Romeinse tijd heette de plaats Callinicum (Kallinikos).
4. Mišlab
Onder keizer Justinianus I werd er opnieuw een nederzetting gesticht in wat nu de wijk Mišlab heet.
5. Ar-Raqqa
Het huidige  ar-Raqqa waarvan de stadskern twee km naar het westen ligt is opnieuw gesticht in het begin van de 8e eeuw.

### Het 3e millennium v.Chr. in Tuttul zelf
De weinige vondsten uit de tijd van de Uruk-cultuur staan niet toe veel te zeggen over de grootte van de plaats in deze tijd. De eerste vondsten zijn uit de vroege bronstijd. Er zijn wat gebouwen en graven uit deze tijd die lijken op de koningsgraven in Ur.
Volgens inscripties van Sargon van Akkad elders, zou hij via Tuttul opgetrokken zijn naar het "Cedergebergte" (Nur-gebergte) en de "Zilverbergen"(de Taurus). Hij zou in Tuttul de god Dagan aanbeden hebben, waarop de god hem het "opperland" inclusief Mari, Tuttul, Jarmuti en Ebla in handen gegeven zou hebben.. In de tijd die daarop volgt de tijd van Ur-III (2112–2004 v.Chr.)  werd Tuttul  slechts zo nu en dan genoemd in de historische teksten. De stad was waarschijnlijk niet zo belangrijk. De Sumeriërs van deze dynastie waren ook meer op het oosten geconcentreerd dan op het noordwesten, hoewel er wel contacten waren, bijvoorbeeld door huwelijk met  Mari, Ebla, Shimanum (in Noord-Irak of Oost-Turkije), Urkeš en Habua Kabira (Tell Qannas, stroomopwaarts van Tuttul langs de Eufraat). In een economische tekst van Amar-Sin (2046–2039 v.Chr) wordt als heerser van Tuttul ene Jašši-Lim genoemd met de titel ensi.

### Het 2e millennium
Tijdens de regering van Yaḫdun-Lim van Mari, die zelf tot de stam van de Simalieten behoorde, is er sprake van een koning Baḫlu-kullim van Tuttul en het land van Amnanû, die samen met La'ûm van Samanum en het land van de Uprapû en Ayalum koning van Abattum en het land van Rabbû, allen koningen van de Yaminieten verslagen wordt.. Tuttul was in die tijd een nederzetting van de Awnan-clan van de Yaminieten. Een koning Ba'lu-Kullim van Tuttul kan uit de plaatselijke bronnen overigens niet bevestigd worden.
De voorheen onafhankelijke stad raakte na 1800 v.Chr. evenals de rest van het dal van de Eufraat in de invloedssfeer van de machtige Assyrische koning Shamshi-adad I  Na de verovering van Mari door Šamši-Adad werd daar diens zoon  Yasmah-Adad  op de troon gezet. Uit brieven onder zijn bewind zijn enige namen van stadhouders van Tuttul bekend. Die regering van Šamši-Adad en Yasmah-Addad worden bevestigd in eponiemenlijsten. In twee teksten wordt echter een verder onbekend eponiem gebruikt: "het jaar waarin Zimri-Lim Tuttul betrad." Dit kan erop wijzen dat Zimri-Lim, een Simalitische prins van Mari die in ballingschap was en die de troon van Mari op Yasmah terugveroverde, in zijn tweede regeringsjaar het paleis van Tuttul verwoest heeft. Er zijn geen aanwijzingen voor de aanwezigheid van Zimri-Lim in Tuttul.. Mogelijk was de verwoesting wraak voor Yaminitische steun voor Šamši-Adad en zijn zoon. Wat wel duidelijk is dat de neergang van de stad omstreeks deze tijd begon. Er zijn vrijwel geen teksten meer bekend die van na 1700 v.Chr. stammen.
Wel is er op een tablet in Mari sprake van een zekere Baḫdi-Lim, die als 'dienaar' van Zimri-Lim hem een brief schrijft over de intrede van de god Dagan in Tuttul, vergezeld van Sumu-laba en Dadi-Ḫadun, hoofdmannen van de Yaminietenclans. De religieuze rol van Tuttul was dus onder Zimri-Lim nog intact. Er is echter ook een brief van Lanasum, de ḫaṣṣânum (stadhouder) van Zimri-Lim in Tuttul, die zich erover beklaagt dat zijn aanwezigheid als stadhouder tot onrust onder de bevolking leidde; inclusief religieuze onrust: de bevolking trok de deuren van de Dagantempel uit hun voegen.
De betekenis van Tuttul tijdens de bloeitijd van de stad vloeit voort uit het feit dat het een grensstad was tussen de rijken Yamhad, Qatna, Carchemish en Mari. Later ging dit handelsvoordeel echter verloren. Hoewel er in de doorsnede van "heuvel E" lagen uit de late bronstijd zijn aangetroffen wordt er uit de midden- en nieuwassyrische tijd geen aardewerk gevonden. Tuttul wordt nog wel een enkele keer genoemd, zoals in de Wetten van Hammurabi:

šû igmilu nišī Mera u Tuttul
hij is het die Mari en Tuttul vriendelijk bejegent

Ook in de Midden-Assyrische tijd van de tweede helft van het millennium is nog een enkele vermelding van de Dagan-verering van Tuttul.